# Les millors obres de la literatura catalana

Les millors obres de la literatura catalana (MOLC) (en français Les meilleures (ou les plus grandes) œuvres de la littérature catalane) est le titre d'une collection de littérature catalane créée par les Edicions 62 et La Caixa et lancée à la fin des années soixante-dix.

## Présentation
La collection est dirigée par Joaquim Molas (ca).
Les ouvrages ont été régulièrement réédités jusqu'à aujourd'hui, certains sous le sceau simplement des Edicions 62. La collection devait compter cent volumes et inclure toute la littérature catalane, des classiques médiévaux, comme Ausiàs March, Jaume Roig ou Joanot Martorell, aux grands auteurs du XXe siècle, comme Salvador Espriu, Narcís Oller ou Josep Pla. Le premier volume, édité en 1978, est Elogi de la paraula i altres assaigs de Joan Maragall et le dernier, édité en 1983, est le célèbre roman médiéval Tirant le Blanc de Joanot Martorell.
La collection est relancée en 1994 en ajoutant vingt-cinq nouveaux volumes.

## Liste des œuvres
1. Elogi de la paraula i altres assaigs de Joan Maragall. Sous la dir. de Francesc Vallverdú.
2. Antologia poètica de Salvador Espriu. Sous la dir. de Josep Maria Castellet.
3. Espill o Llibre de les dones de Jaume Roig. Sous la dir. de Marina Gustà, préface de J. Bergés.
4. Jo! Memòries d'un metge filòsof (ca) de Prudenci Bertrana.
5. La nacionalitat catalana d'Enric Prat de la Riba.
6. L'Atlàntida (ca) de Jacint Verdaguer.
7. Contes de Narcís Oller. Sous la dir. d'Alan Yates (ca).
8. Curial et Guelfe d'un auteur anonyme. Sous la dir. de Marina Gustà, préface de Giuseppe Edoardo Sansone (ca).
9. Cròniques de la veritat oculta (ca) de Pere Calders.
10. Clàssics i moderns de Carles Riba. Sous la dir. de Joaquim Molas (ca).
11. Poesies escollides de Josep Carner. Sous la dir. de Joan Ferraté (ca).
12. La vida i la mort d'en Jordi Fraginals (ca) de Josep Pous (ca). Préface de Jordi Castellanos (ca).
13. Sainets del segle XIX. Sous la dir. de Xavier Fàbregas (ca).
14. Poesia d'Ausiàs March. Sous la dir. de Joan Ferraté.
15. Laura a la ciutat dels sants (ca) de Miquel Llor (ca).
16. Teatre de Josep Maria de Sagarra.
17. L'hereu Noradell (ca) de Carles Bosch de la Trinxeria, préface de Jordi Castellanos (ca).
18. Tots els contes de Mercè Rodoreda.
19. Chronique (volume I) de Ramon Muntaner. Sous la dir. de Marina Gustà, préface de Joan Fuster.
20. Chronique (volume II).
21. Les dones i els dies (ca) de Gabriel Ferrater.
22. Lo Catalanisme de Valentí Almirall.
23. Antologia general de la poesia catalana (Anthologie générale de la poésie catalane). Sous la dir. de Josep Maria Castellet et de Joaquim Molas (ca).
24. Jacobé i altres narracions de Joaquim Ruyra (ca).
25. L'auca del senyor Esteve (ca) de Santiago Rusiñol.
26. Teatre (Théâtre) d'Àngel Guimerà.
23. Solitude (ca) de Víctor Català.
28. La llengua catalana i la seva normalització (La langue catalane et sa normalisation) de Pompeu Fabra. Sous la dir. de Francesc Vallverdú.
29. Vals (ca) de Francesc Trabal (ca).
30. La família dels Garrigas (ca) de Josep Pin (ca).
31. Antologia poètica de J.V. Foix. Sous la dir. de Pere Gimferrer.
32. Els Orígens del coneixement: la fam de Ramon Turró.
33. Contraban i altres narracions de Josep Pla. Sous la dir. de Josep Maria Castellet.
34. La ben plantada / Gualba, la de mil veus d'Eugeni d'Ors.
35. Les formes de la vida catalana de Josep Ferrater (ca).
36. Llibre de meravelles (ca) (Livre des Merveilles) de Ramon Llull. Sous la dir. de Marina Gustà.
37. Teatre (Théâtre) de Joan Puig (ca).
38. Totes les bèsties de càrrega (ca) de Manuel de Pedrolo.
39. Lo primer amor i altres narracions d'Emili Vilanova (ca). Sous la dir. de Manuel Jorba (ca).
40. La punyalada (ca) de Marià Vayreda.
41. Lo somni (ca) de Bernat Metge. Sous la dir. de Marta Jordà, préface de Giuseppe Tavani (ca).
42. Entorn de la literatura catalana de la Restauració de Josep Yxart (ca).
43. Bearn o La sala de les nines (ca) de Llorenç Villalonga.
44. Escrits sobre art (Écrits sur l'art) de Joaquín Torres. Sous la dir. de Francesc Fontbona (ca).
45. Terres de l'Ebre de Sebastià Juan Arbó (ca).
46. Teatre (Théâtre), avec des œuvres de Carles Soldevila (ca) et Josep Maria Millàs-Raurell (ca).
47. Romancer català, texte établi par Manuel Milà. Sous la dir. de J. A. Paloma.
48. La febre d'or (ca), I. La pujada de Narcís Oller.
49. La febre d'or, II. L'estimbada de Narcís Oller.
50. Tragèdia de Caldesa i altres proses de Joan Roís de Corella. Sous la dir. de Marina Gustà, préface de Francisco Rico.
51. Adriadna al laberint grotesc de Salvador Espriu.
52. Canigó de Jacint Verdaguer.
53. Indagacions i propostes de Joan Fuster.
54. Julita (ca) de Martí Genís (ca).
55. Cap al tard / Poemes bíblics de Joan Alcover.
56. Teatre de Frederic Soler (ca).
57. L'hostal de la Bolla / Flors del silenci de Miquel dels Sants Oliver (ca).
58. Memòries, I. Cendra i ànimes. La matinada de Josep Maria de Sagarra.
59. Memòries, II. Entre Ariel i Caliban. Les fèrtils aventures. Dos anys a Madrid de Josep Maria de Sagarra.
60. Contes de Prudenci Bertrana.
61. Antologia poètica (Anthologie poétique) de Guerau de Liost. Sous la dir. d'Enric Bou (ca).
62. Les bonhomies i altres proses de Josep Carner.
63. Mort de dama de Llorenç Villalonga.
64. Teatre (Théâtre) de Santiago Rusiñol.
65. Joan Endal de Josep Maria Folch (ca).
66. La tradició catalana de Josep Torras.
67. Diari 1918 de J.V. Foix.
68. Tots els camins duen a Roma. Memòries, I de Gaziel (ca).
69. Tots els camins duen a Roma. Memòries, II de Gaziel.
70. Teatre (Théâtre), avec des œuvres de Josep Carner, Salvador Espriu et Joan Brossa.
71. Antologia poètica (Anthologie poétique) de Joan Maragall. Sous la dir. d'Arthur Terry.
72. El geni del país i altres assaigs (Le génie du pays et autres essais) de Josep Pla. Sous la dir. de Josep Maria Castellet.
73. Novel·les amoroses i morals (ca). Sous la dir. d'Arseni Pacheco (ca) et de A. Bover i Font.
74. Glossari d'Eugeni d'Ors. Sous la dir. de Josep Murgades (ca).
75. Poesia (Poésie), avec des œuvres de Joan Salvat-Papasseit, Bartomeu Rosselló-Pòrcel et Marius Torres.
76. Chronique de Bernat Desclot. Sous la dir. de Miquel Coll.
77. Teatre modernista (Théâtre moderniste), anthologie avec En Joan de l'ós, Justícia! et La barca dels afligits d'Apel·les Mestres, Les garses d'Ignasi Iglésias (ca), Misteri de dolor d'Adrià Gual (ca), et Els zin-calós et El casament d'en Tarregada de Juli Vallmitjana (ca). Sous la dir. de Xavier Fàbregas (ca).
78. Camins de França I de Joan Puig (ca).
79. Camins de França II de Joan Puig.
80. Nacionalisme i federalisme d'Antoni Rovira i Virgili.
81. Antologia poètica (Anthologie poétique) de Carles Riba. Sous la dir. d'Enric Sullà (ca).
82. Llibre d'Evast e Blanquerna (ca) de Ramon Llull. Sous la dir. de Maria Josepa Gallofré, préface de Lola Badia.
83. Drames rurals (ca) / Caires vius de Víctor Català.
84. Valentina (ca) de Carles Soldevila (ca).
85. Narrativa de Raimon Casellas (ca).
86. Crònica o llibre dels Feits de Jaume Ier. Sous la dir. de Ferran Soldevila (ca).
87. Horacianes i altres poemes de Miquel Costa.
88. Incerta glòria (ca), I de Joan Sales.
89. Incerta glòria, II, suivi d'El vent de la nit, de Joan Sales.
90. Teatre barroc i neoclàssic (Théâtre baroque et néoclassique), avec Amor, Firmesa i Porfia de Francesc Fontanella (ca) et Lucrècia (ca) et Rosaura o el més constant amor (ca) de Joan Ramis. Sous la dir. de Maria Mercè Miró et Jordi Carbonell, préface de Giuseppe Grilli (ca).
91. Obra lírica (Œuvre lyrique), avec les œuvres de Gilabert de Próixita (ca), Andreu Febrer (ca), Melcior de Gualbes (ca) et Jordi de Sant Jordi. Sous la dir. de Martí de Riquer.
92. Mirall trencat (ca) de Mercè Rodoreda.
93. Antologia de contes catalans, I (Anthologie de contes catalans), par Joaquim Molas (ca).
94. Antologia de contes catalans, II, par Joaquim Molas.
95. Teatre medieval i del Renaixement (Théâtre médiéval et de la Renaissance). Sous la dir. de Josep Massot (ca).
96. Blandín de Cornualla et autres narrations en vers des XIV et XVe siècle. Sous la dir. d'Arseni Pacheco (ca).
97. Poemes escollits (Poèmes choisis) de Pere Quart. Sous la dir. de Joan Lluís Marfany (ca).
98. Le Chrétien (sélection) de Francesc Eiximenis. Sous la dir. d'Albert Hauf.
99. Tirant le Blanc, I de Joanot Martorell. Sous la dir. de Martí de Riquer.
100. Tirant le Blanc, II de Joanot Martorell. Sous la dir. de Martí de Riquer.
101. Ronda naval sota la boira de Pere Calders.
102. Dietari (1979-1980) de Pere Gimferrer.
103. Contes (1947-1969) de Jordi Sarsanedas (ca).
104. Antologia poètica (Anthologie poétique) de Joan Vinyoli.
105. Paraules d'Opòton el vell d'Avel·lí Artís-Gener (ca).
106. Teatre (Théâtre), avec Ball robat de Joan Oliver, Homes i no de Manuel de Pedrolo, Desig de Josep Maria Benet et Plany en la mort d'Enric Ribera de Rodolf Sirera (ca).
107. Un lloc entre els morts (ca) de Maria Aurèlia Capmany.
108. Dietari dispers (1918-1984) de Marià Manent (ca).
109. Poemes escollits (Poèmes choisis) de Joan Brossa. Sous la dir. de Glòria Bordons (ca).
110. Míster Evasió de Blai Bonet.
111. Notícia de Catalunya de Jaume Vicens.
112. Poesia (Poésie), avec Cant i paraules de Clementina Arderiu, El Senyal de Tomàs Garcés et Cantilena de Joseph-Sébastien Pons.
113. Chronique de Pierre le Cérémonieux. Sous la dir. d'Anna Cortadellas, préface de Jocelyn Hillgarth (ca).
114. El temps de les cireres de Montserrat Roig.
115. Vita Christi (ca) de sœur Isabelle de Villena.
116. Llibre de cavalleries de Joan Perucho (ca).
117. Cavalls cap a la fosca de Baltasar Porcel.
118. Viatge a Alemanya i altres nacions d'Antoni Maria Alcover.
119. Breviari cívic de Joan Fuster.
120. Tots tres surten per l'Ozama de Vicenç Riera (ca).
121. Combat de nit de Josep Maria Espinàs.
122. Estudis literaris de Jordi Rubió (ca).
123. L'experiència de l'art d'Antoni Tàpies.
124. Deu poetes d'ara (antologia) (Dix poètes d'aujourd'hui (Anthologie)), auteurs divers (Pere Gimferrer, Feliu Formosa (ca), Narcís Comadira, Francesc Parcerisas (ca), Marta Pessarrodona (ca), Miquel Bauçà, Miquel Martí i Pol, Joan Margarit, Jaume Vallcorba (ca) et un de plus).
125. Vuit narradors actuals (antologia) (Huit romanciers d'aujourd'hui (Anthologie)), auteurs divers (par ordre alphabétique : Jaume Cabré, Jordi Coca (ca), Terenci Moix, Jesús Moncada, Baltasar Porcel, Carme Riera, Miquel Àngel Riera (ca), Montserrat Roig).